# Lutecij
Lutecij je kemijski element atomskog (rednog) broja 71 i atomske mase 174.967(1). U periodnom sustavu elemenata predstavlja ga simbol Lu.
Srebrnosive je boje i na zraku je relativno stabilan. Nema široku uporabu. Topljiv je u kiselinama.
Lutecij su 1907. godine otkrili Georges Urbain (Francuska) i neovisno Carl Auer von Welsbach (Austrija). Ime je dobio po latinskom nazivu za Pariz - Lutetia.